# Nazionale femminile di pallavolo dell'Islanda
La nazionale femminile di pallavolo dell'Islanda è una squadra europea composta dalle migliori giocatrici di pallavolo dell'Islanda ed è posta sotto l'egida della Federazione pallavolistica dell'Islanda.

## Rosa
Segue la rosa delle giocatrici convocate per l'European Silver League 2024.
| N° | Nome                    | Ruolo | Data di nascita   | Squadra             |
| -- | ----------------------- | ----- | ----------------- | ------------------- |
| 2  | Elísabet Einarsdóttir   | S     | 19 settembre 1998 | Gentofte            |
| 3  | Matthildur Einarsdóttir | P     | 6 luglio 2001     | Diósgyőr            |
| 4  | Heba Stefánsdóttir      | O     | 12 maggio 2004    | HK Kópavogur        |
| 6  | Helena Einarsdóttir     | O     | 10 marzo 2006     | Diósgyőr            |
| 7  | Jóna Arnarsdóttir       | P     | 19 settembre 2003 | Sant Joan d'Alacant |
| 8  | Valdís Einarsdóttir     | C     | 9 luglio 2003     | Afturelding         |
| 10 | Sara Stefánsdóttir      | C     | 1º ottobre 2002   | Holte               |
| 11 | Arna Heimisdóttir       | C     | 14 gennaio 2002   | HK Kópavogur        |
| 12 | Líney Gudmundsdóttir    | S     | 13 agosto 2002    | HK Kópavogur        |
| 14 | Sóldís Blöndal          | S     | 2 aprile 2004     | HK Kópavogur        |
| 15 | Thelma Gretarsdóttir    | O     | 1º ottobre 1997   | Afturelding         |
| 16 | Tinna Þórarinsdóttir    | S     | 5 giugno 2000     | Afturelding         |
| 17 | Rut Ragnarsdóttir       | L     | 6 luglio 2003     | Afturelding         |
| 19 | Þórdís Guðmundsdóttir   | S     | 19 agosto 1995    | HK Kópavogur        |

## Risultati

### Competizioni CEV
| 2018 | non qualificata | -            |
| 2019 | non qualificata | -            |
| 2021 | non qualificata | -            |
| 2022 | non qualificata | -            |
| 2023 | non qualificata | -            |
| 2024 | 9º posto        | Convocazioni |
| 2025 | 6º posto        | Convocazioni |

| 2000 | 7º posto        | Convocazioni |
| 2002 | 4º posto        | Convocazioni |
| 2004 | non qualificata | -            |
| 2007 | 1º posto        | Convocazioni |
| 2009 | non qualificata | -            |
| 2011 | non qualificata | -            |
| 2013 | non qualificata | -            |
| 2015 | non qualificata | -            |
| 2017 | 1º posto        | Convocazioni |
| 2019 | non qualificata | -            |
| 2022 | 2º posto        | Convocazioni |
| 2023 | 1º posto        | Convocazioni |
| 2024 | non qualificata | -            |

### Competizioni zonali
| 1989 | ?        | -            |
| 1991 | ?        | -            |
| 1993 | ?        | -            |
| 1995 | ?        | -            |
| 1997 | 2º posto | Convocazioni |
| 1999 | 3º posto | Convocazioni |
| 2001 | ?        | -            |
| 2003 | 5º posto | Convocazioni |
| 2005 | 4º posto | Convocazioni |
| 2007 | 5º posto | Convocazioni |
| 2009 | 3º posto | Convocazioni |
| 2011 | 5º posto | Convocazioni |
| 2013 | 4º posto | Convocazioni |
| 2015 | 3º posto | Convocazioni |
| 2017 | 4º posto | Convocazioni |
| 2019 | 3º posto | Convocazioni |